# Fayet (Aisne)
Pour les articles homonymes, voir Fayet.
Fayet est une commune du département de l'Aisne, dans la banlieue de la ville de Saint-Quentin, en région Hauts-de-France.

## Géographie

### Communes limitrophes
|                   | Gricourt      | Omissy        |
| Holnon            | Fayet (Aisne) | Saint-Quentin |
| Francilly-Selency | Saint-Quentin | Saint-Quentin |

### Hydrographie
La commune est située dans le bassin Artois-Picardie. Elle n'est drainée par aucun cours d'eau.

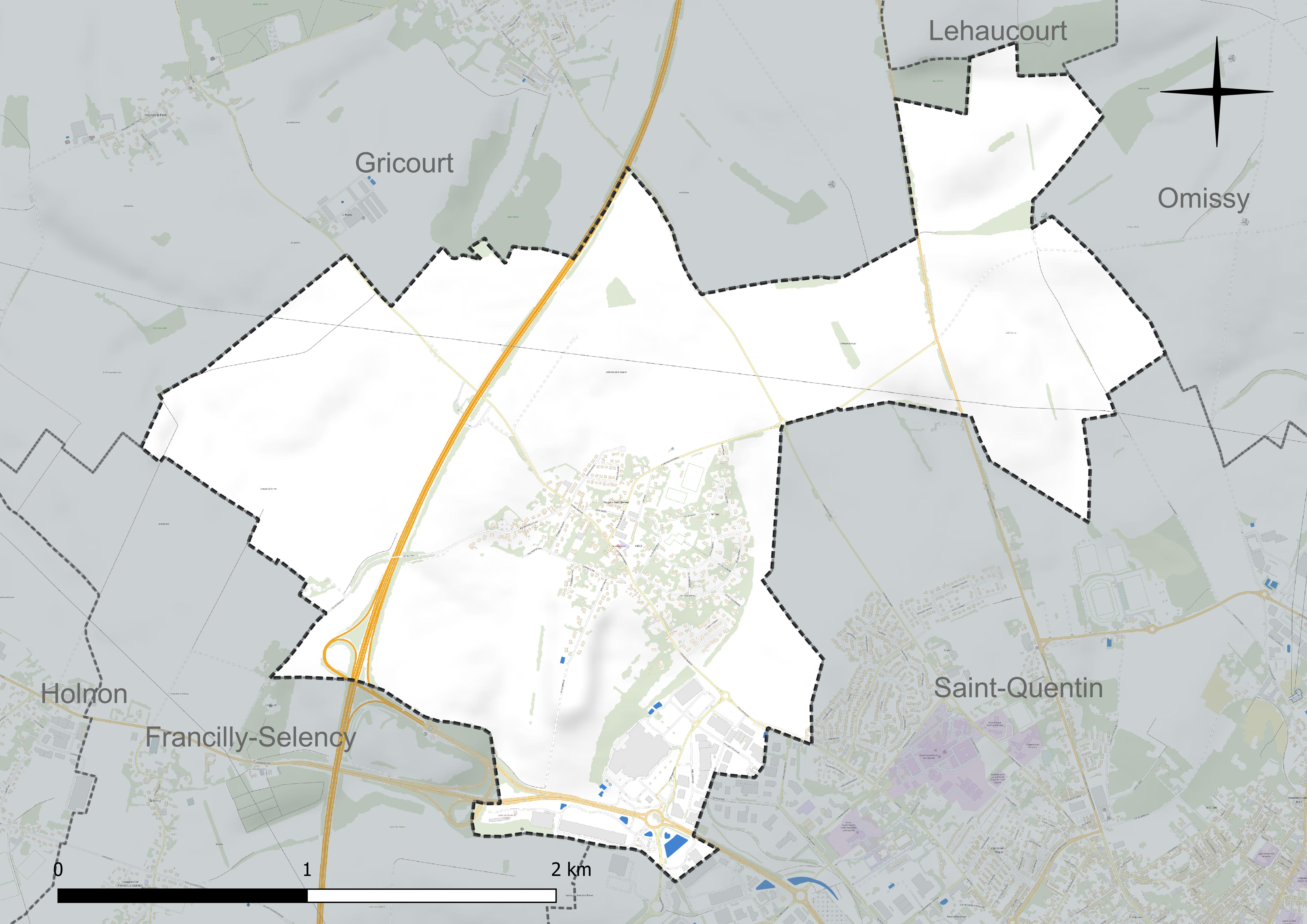
Réseau hydrographique de Fayet.

### Climat
Pour des articles plus généraux, voir Climat des Hauts-de-France et Climat de l'Aisne.
En 2010, le climat de la commune est de type climat océanique dégradé des plaines du Centre et du Nord, selon une étude du CNRS s'appuyant sur une série de données couvrant la période 1971-2000. En 2020, Météo-France publie une typologie des climats de la France métropolitaine dans laquelle la commune est dans une zone de transition entre le climat océanique et le climat océanique altéré et est dans la région climatique Nord-est du bassin Parisien, caractérisée par un ensoleillement médiocre, une pluviométrie moyenne régulièrement répartie au cours de l'année et un hiver froid (3 °C).
Pour la période 1971-2000, la température annuelle moyenne est de 10,2 °C, avec une amplitude thermique annuelle de 14,6 °C. Le cumul annuel moyen de précipitations est de 721 mm, avec 11,4 jours de précipitations en janvier et 9,2 jours en juillet. Pour la période 1991-2020, la température moyenne annuelle observée sur la station météorologique la plus proche, située sur la commune de Fontaine-lès-Clercs à 7 km à vol d'oiseau, est de 10,8 °C et le cumul annuel moyen de précipitations est de 683,4 mm,. Pour l'avenir, les paramètres climatiques de la commune estimés pour 2050 selon différents scénarios d'émission de gaz à effet de serre sont consultables sur un site dédié publié par Météo-France en novembre 2022.

## Urbanisme

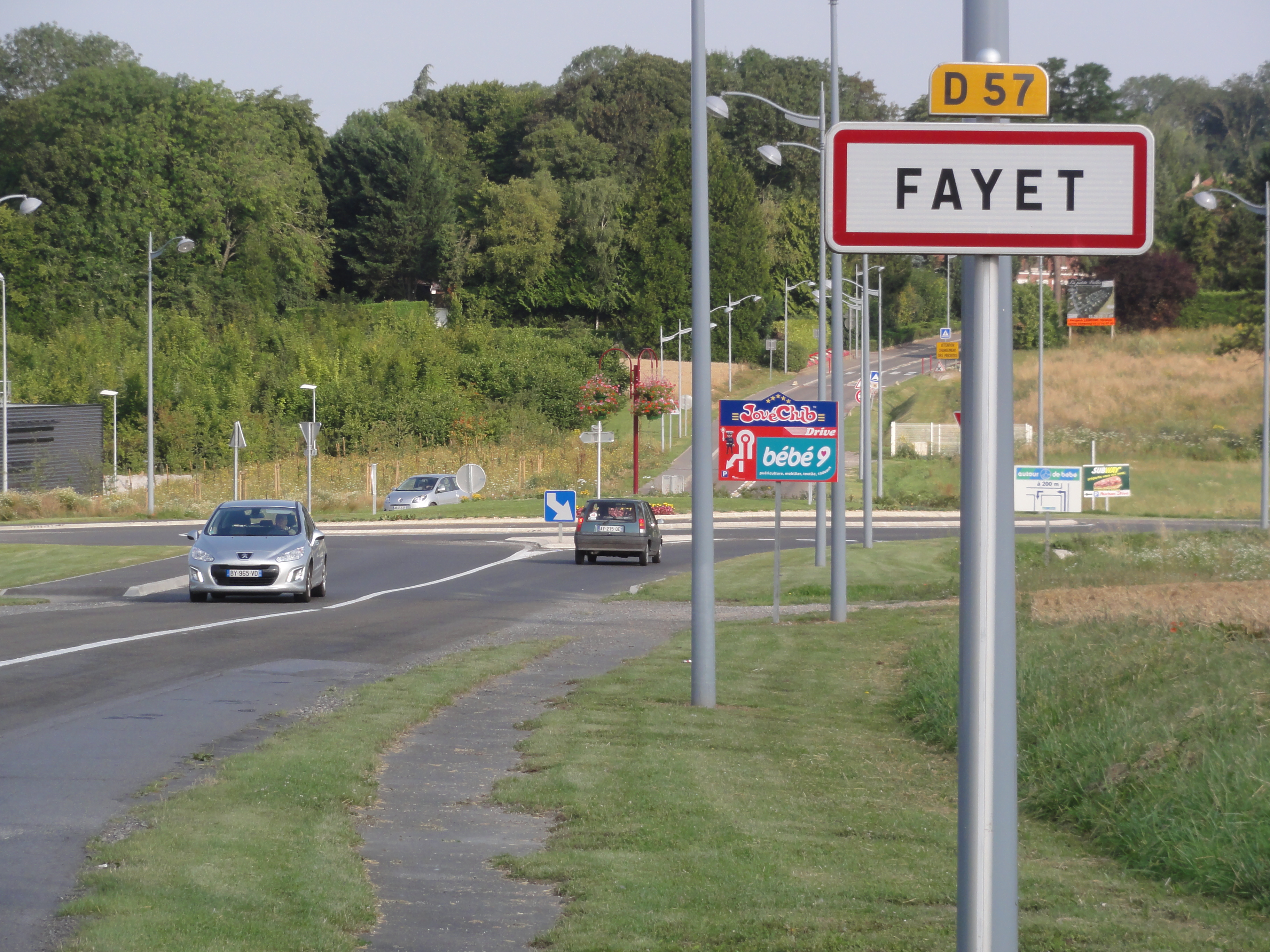
Entrée de Fayet du côté du centre commercial Saint-Quentin - Fayet (à gauche de la D 57).

### Typologie
Au 1er janvier 2024, Fayet est catégorisée ceinture urbaine, selon la nouvelle grille communale de densité à 7 niveaux définie par l'Insee en 2022.
Elle appartient à l'unité urbaine de Saint-Quentin, une agglomération intra-départementale dont elle est une commune de la banlieue,. Par ailleurs la commune fait partie de l'aire d'attraction de Saint-Quentin, dont elle est une commune de la couronne,. Cette aire, qui regroupe 120 communes, est catégorisée dans les aires de 50 000 à moins de 200 000 habitants,.

### Occupation des sols
L'occupation des sols de la commune, telle qu'elle ressort de la base de données européenne d'occupation biophysique des sols Corine Land Cover (CLC), est marquée par l'importance des territoires agricoles (83,1 % en 2018), en diminution par rapport à 1990 (87,1 %). La répartition détaillée en 2018 est la suivante : 
terres arables (83,1 %), zones urbanisées (10,4 %), zones industrielles ou commerciales et réseaux de communication (6,5 %).
L'évolution de l'occupation des sols de la commune et de ses infrastructures peut être observée sur les différentes représentations cartographiques du territoire : la carte de Cassini (XVIIIe siècle), la carte d'état-major (1820-1866) et les cartes ou photos aériennes de l'IGN pour la période actuelle (1950 à aujourd'hui).

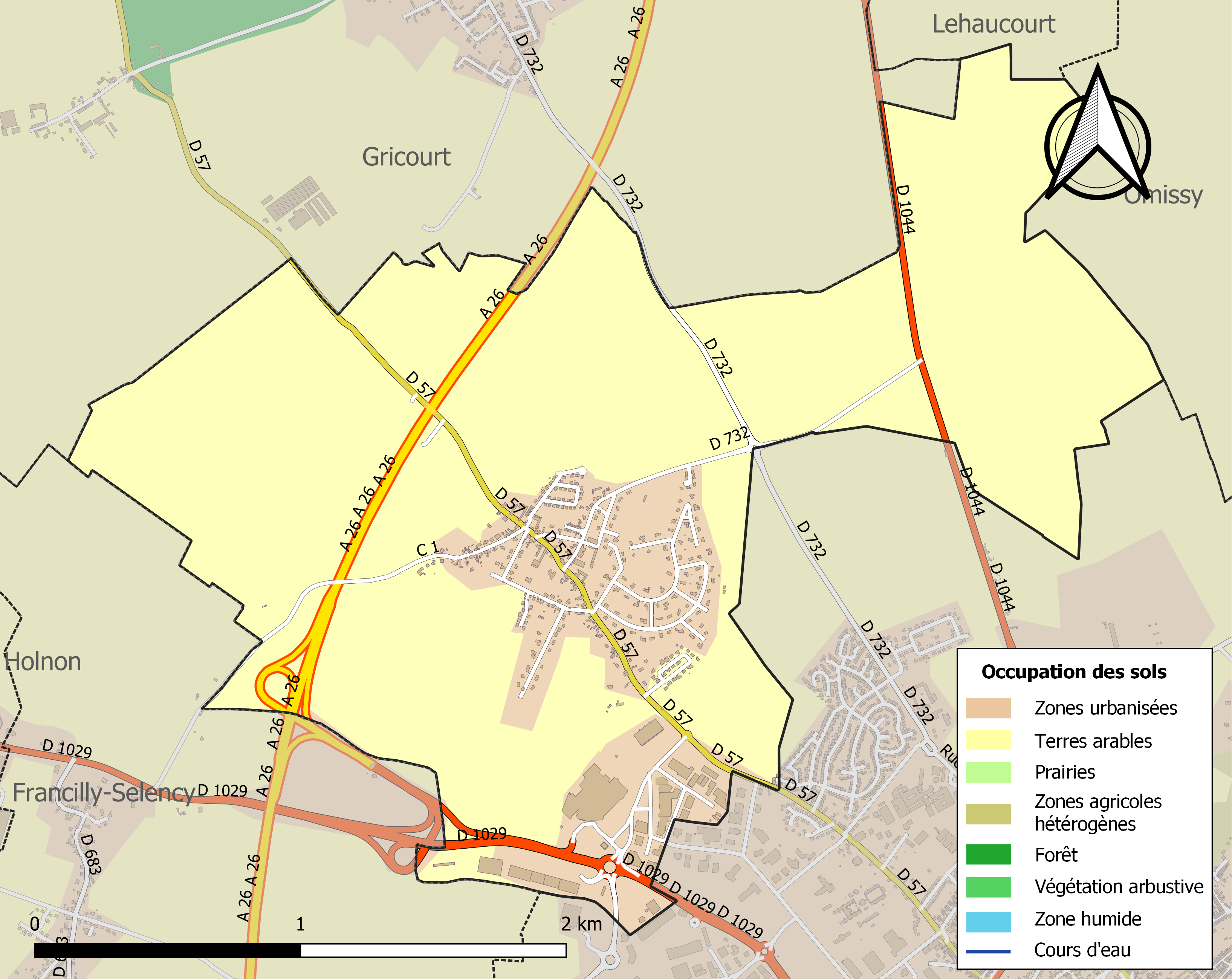
Carte de l'occupation des sols de la commune en 2018 (CLC).

## Toponymie
Le village apparaît pour la première fois en 1145 sous le nom de Faiet, puis Faihel en 1156 dans un cartulaire de l'abbaye d'Homblières, Fayel, Faiel, Faiellum, Saint-Sulpice de Fayet en 1739 et enfin l'orthographe actuelle, Fayet au milieu de XVIIIe siècle sur la carte de Cassini.
Le village doit son nom au latin fagetum, fagus qui signifie hêtre.

## Histoire

### Carte de Cassini

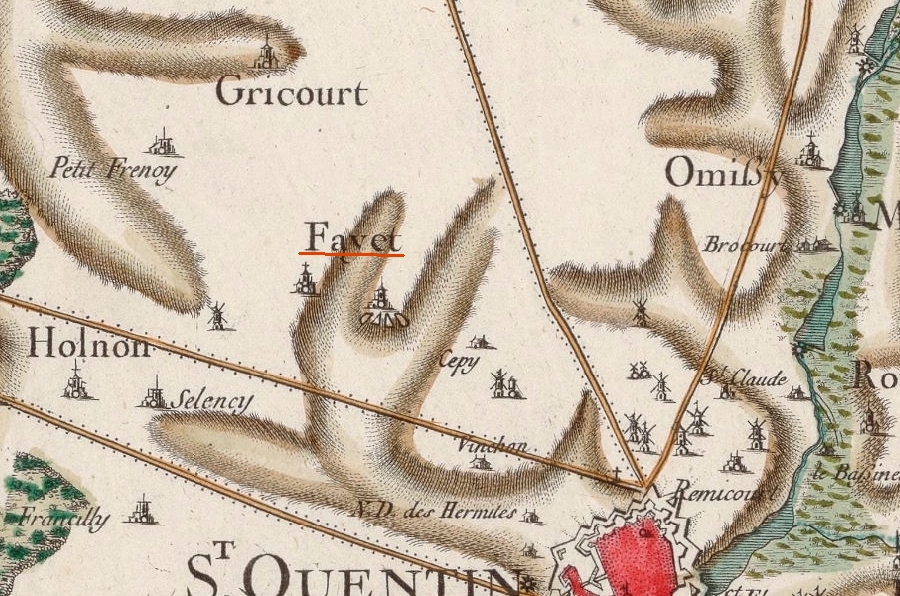
Carte de Cassini du secteur
(vers 1750).

La carte de Cassini montre qu'au milieu du XVIIIe siècle, Fayet est une paroisse. À l'ouest, la ferme de Cépy faisait partie de Saint-Quentin.

### Guerre franco-allemande de 1870-1871
De nombreux combats se sont déroulés à Fayet le 18 janvier 1871 avant la défaite de l'armée française,.
La commune de Francilly-Selency est créée par détachement en 1883 de celle de Fayet, créée lors de la Révolution française.

### La guerre 1914-1918
Comme d'autres villages  de la région, Fayet est sorti meurtri de la Grande Guerre car le village a été entièrement rasé en 1917 par les Allemands.
Le 28 août 1914, soit moins d'un mois après la déclaration de guerre, l'armée française bat en retraite vers l'ouest et les Allemands, après avoir pris Saint-Quentin, arrivent à Fayet. Dès lors commença l'occupation allemande qui dura jusqu'en mars 1917. Le front se situant à une vingtaine de kilomètres à l'ouest vers Péronne, l'activité des occupants consistait principalement à assurer le logement des combattants  et l'approvisionnement en nourriture. Des arrêtés de la kommandantur obligeaient, à date fixe, sous la responsabilité du maire et du conseil municipal, sous peine de sanctions, la population à fournir : blé, œufs, lait, viande, légumes, destinés à nourrir les soldats du front. Toutes les personnes valides devaient effectuer des travaux agricoles ou d'entretien.
Voici des extraits d'un arrêté de la kommandantur d'Holnon valable pour 25 communes de la région : « Holnon le 22 juillet 1915. Tous les ouvriers et les femmes et les enfants de 15 ans sont obligés de faire travaux des champs tous les jours aussi dimanche de quatre heure du matin jusque huit heure du soir... Après la récolte les fainéants seront emprisonnés 6 mois... Les femmes fainéantes seront exilées à Holnon pour travailler. Après la récolte, les femmes seront emprisonnées 6 mois... Les enfants fainéants seront punis de coups de bâton. De plus le commandant réserve de punir les ouvriers fainéants de 20 coups de bâton tous les jours...Les ouvriers de la commune Vendelles sont punis sévèrement ».
En février 1917, le général Hindenburg décida de la création d'une ligne défense à l'arrière du front, dite ligne Hindenburg ; lors du retrait des troupes allemandes, tous les villages seraient détruits pour ne pas servir d'abri aux troupes franco-anglaises. Du 14 au 23 février les habitants furent évacués et dispersés dans des lieux occupés, jusqu'en Belgique. En mars 1917, avant du retrait des troupes allemandes sur la ligne Hindenburg, le long du canal de Saint-Quentin, les maisons sont pillées et incendiées, le village est systématiquement détruit. L'église, la mairie, les écoles et toutes les maisons sont dynamitées et les arbres sciés à 1 m de hauteur.Le village, vidé de ses habitants, reste occupé par les Allemands ; il est repris les 13 et 14 avril 1917 après de durs combats par les troupes britanniques. Les ruines du village seront plusieurs fois reprises par chaque camp et ce n'est qu'en septembre 1918, lors de la bataille de la ligne Hindenburg que Fayet sera définitivement libérée par la 24e division britannique.
Après l'Armistice de 1918, de nombreux habitants ne revinrent pas s'installer dans la commune et, avec les dommages de guerre, commencèrent une nouvelle vie dans d'autres lieux. Pour ceux qui furent de retour commença une longue période de plus de dix ans de reconstruction des habitations (maisons provisoires), des fermes, des bâtiments publics, des routes. De 390 habitants avant la guerre en 1911, Fayet n'en comptait plus que 195 en 1921, soit exactement la moitié.
Vu les souffrances endurées par la population pendant les quatre années d'occupation et les dégâts aux constructions, la commune s'est vu décerner la Croix de guerre 1914-1918 (France) le 17 octobre 1920.
Sur le monument aux morts sont inscrits les noms des vingt soldats fayellois morts pour la France ainsi que de quatre civils.

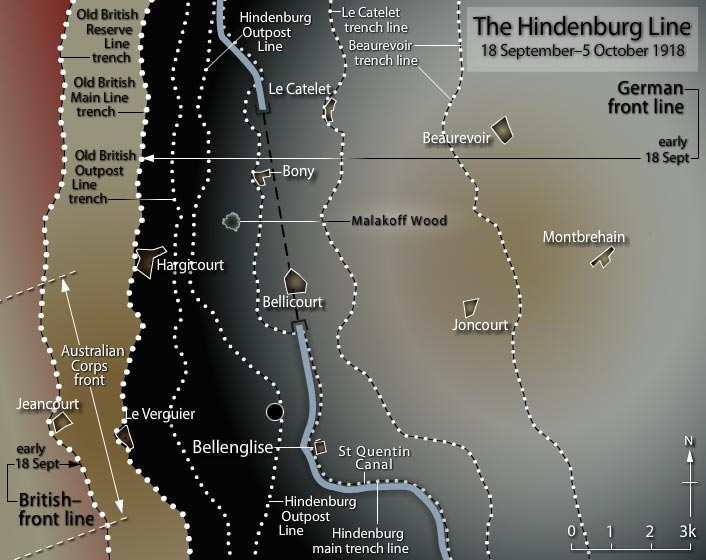
Carte de la bataille de la ligne Hindenburg en septembre-octobre 1918.
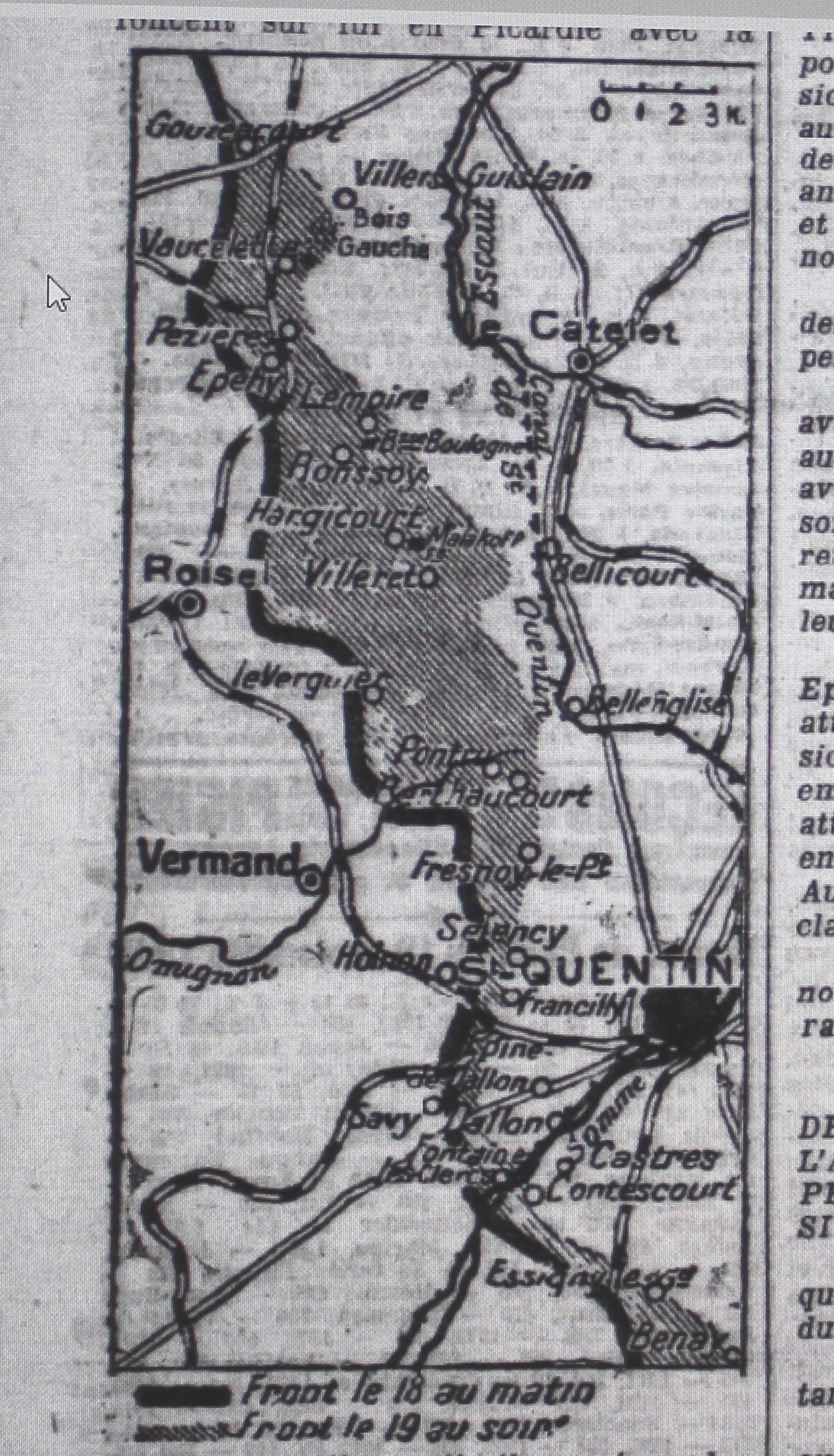
Carte montrant la prise définitive de Fayet par l'armée anglaise en septem- bre 1918.
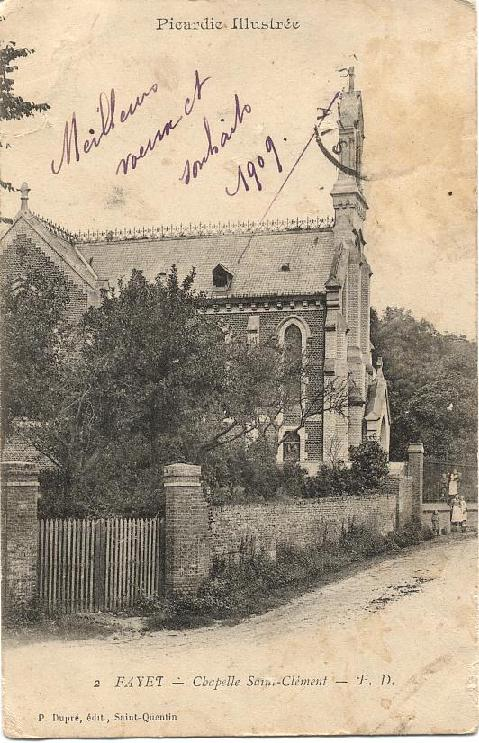
La chapelle Saint-Clément avant la guerre de 1914-1918.
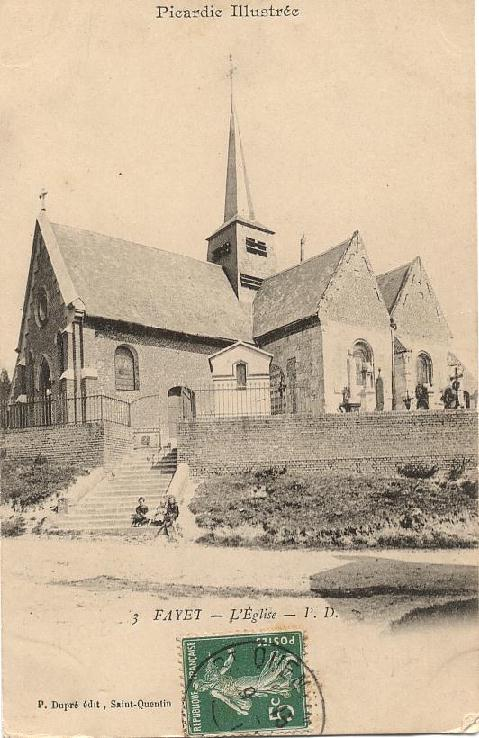
L'ancienne église de Fayet détruite en 1917.
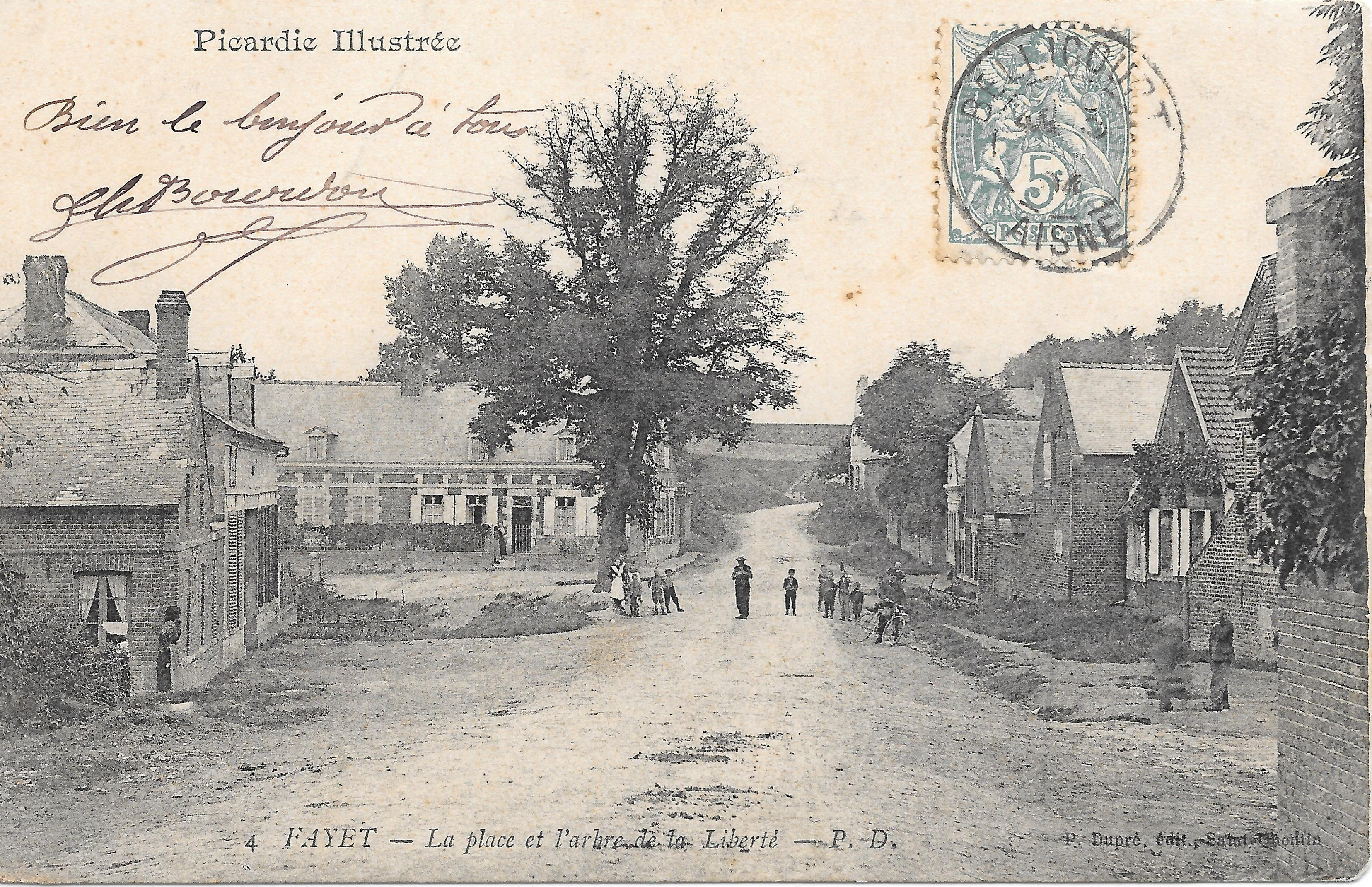
La place du bas du village et l'arbre de Liberté planté en 1790 et scié par les Allemands en février 1917.
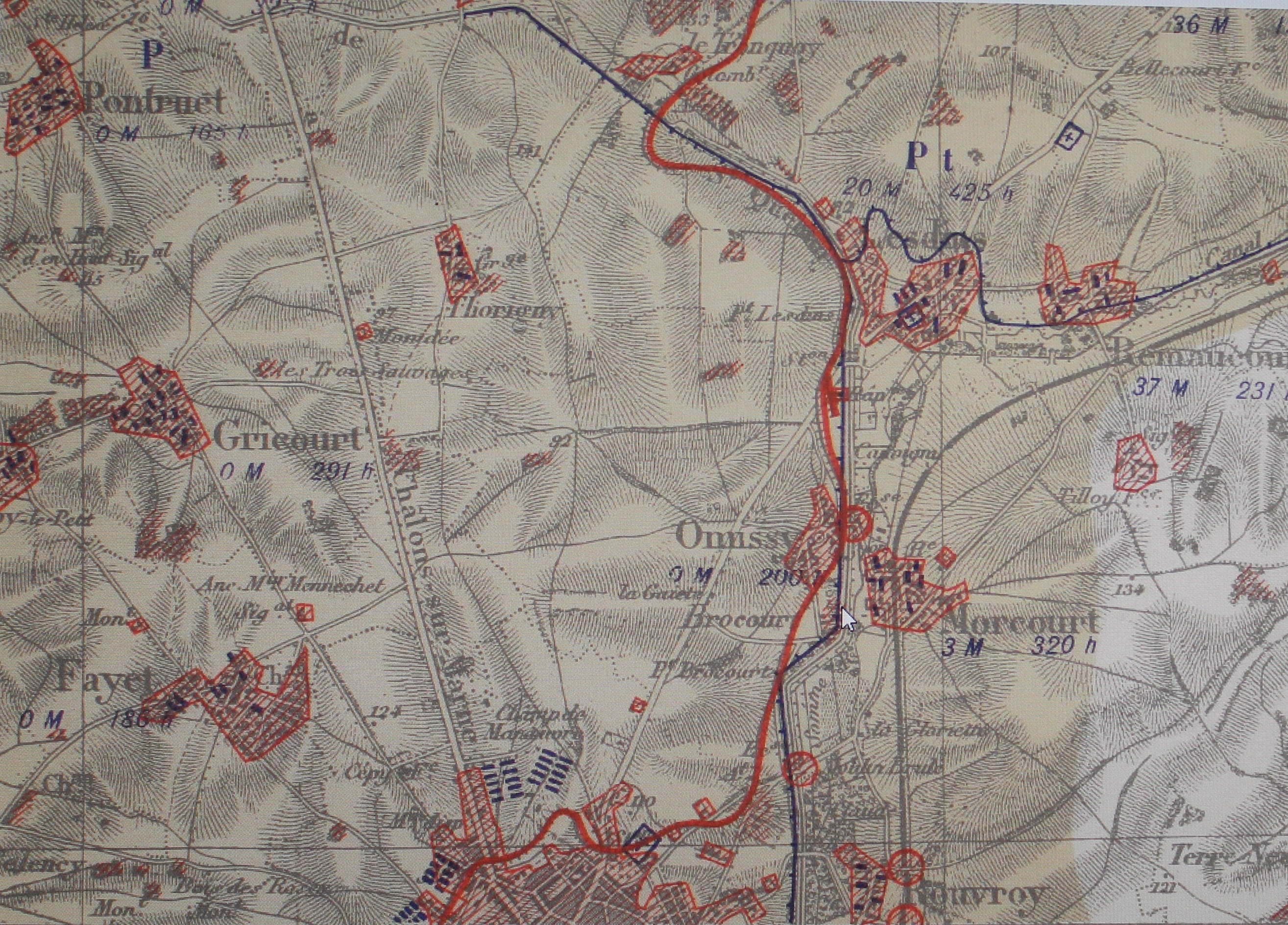
Carte montrant l'étendue des destructions de Fayet.

## Politique et administration

La communauté d'agglomération du Saint-Quentinois dans le département de l'Aisne.

### Rattachements administratifs et électoraux
La commune se trouve dans l'arrondissement de Saint-Quentin du département de l'Aisne. Pour l'élection des députés, elle fait partie de la deuxième circonscription de l'Aisne.
Elle faisait partie depuis 1793 du canton de Vermand. Dans le cadre du redécoupage cantonal de 2014 en France, elle fait désormais partie du canton de Saint-Quentin-1.

### Intercommunalité
La commune faisait partie de la communauté d'agglomération de Saint-Quentin, créée fin 1999 et qui et qui succédait au district de Saint-Quentin, créé le 9 février 1960, rassemblant à l'origine onze communes afin notamment de créer et développer des zones industrielles.
Dans le cadre des dispositions de la loi portant nouvelle organisation territoriale de la République (Loi NOTRe) du 7 août 2015, qui prévoit que les établissements publics de coopération intercommunale (EPCI) à fiscalité propre doivent avoir un minimum de 15 000 habitants (sous réserve de certaines dérogations bénéficiant aux territoires de très faible densité), le préfet de l'Aisne a adopté un nouveau schéma départemental de coopération intercommunale par arrêté du 30 mars 2016 qui prévoit notamment la fusion de la  communauté de communes du canton de Saint-Simon et de la communauté d'agglomération de Saint-Quentin, aboutissant au regroupement de 39 communes comptant 83 287 habitants.
Cette fusion est intervenue le 1er janvier 2017, et la commune est désormais membre de la communauté d'agglomération du Saint-Quentinois.

### Liste des maires
| Période                                  | Période                   | Identité         | Étiquette | Qualité                                                   |
| ---------------------------------------- | ------------------------- | ---------------- | --------- | --------------------------------------------------------- |
| Les données manquantes sont à compléter. |                           |                  |           |                                                           |
| avant 1876                               | après 1877                | M. Santin        |           |                                                           |
| Les données manquantes sont à compléter. |                           |                  |           |                                                           |
| mars 1959                                | 1976                      | Julien Dambre    |           |                                                           |
| 1977                                     | mai 2020                  | Guy Dambre       | LR        | Retraité de l'agriculture Réélu pour le mandat 2014-2020, |
| mai 2020                                 | En cours (au 23 mai 2020) | Virginie Ardaens |           |                                                           |

### Politique environnementale
- Village fleuri : trois fleurs attribuées en 2007 par le Conseil des Villes et Villages Fleuris de France au Concours des villes et villages fleuris[34].

## Démographie
L'évolution du nombre d'habitants est connue à travers les recensements de la population effectués dans la commune depuis 1793. Pour les communes de moins de 10 000 habitants, une enquête de recensement portant sur toute la population est réalisée tous les cinq ans, les populations de référence des années intermédiaires étant quant à elles estimées par interpolation ou extrapolation. Pour la commune, le premier recensement exhaustif entrant dans le cadre du nouveau dispositif a été réalisé en 2007.

En 2022, la commune comptait 711 habitants, en évolution de +7,08 % par rapport à 2016 (Aisne : −1,97 %, France hors Mayotte : +2,11 %).
| 1793 | 1800 | 1806 | 1821 | 1831 | 1836 | 1841 | 1846 | 1851 |
| ---- | ---- | ---- | ---- | ---- | ---- | ---- | ---- | ---- |
| 710  | 716  | 777  | 699  | 887  | 896  | 876  | 850  | 832  |

| 1856 | 1861 | 1866 | 1872 | 1876 | 1881 | 1886 | 1891 | 1896 |
| ---- | ---- | ---- | ---- | ---- | ---- | ---- | ---- | ---- |
| 842  | 784  | 743  | 664  | 600  | 606  | 396  | 427  | 489  |

| 1901 | 1906 | 1911 | 1921 | 1926 | 1931 | 1936 | 1946 | 1954 |
| ---- | ---- | ---- | ---- | ---- | ---- | ---- | ---- | ---- |
| 495  | 439  | 390  | 195  | 268  | 252  | 227  | 229  | 271  |

| 1962 | 1968 | 1975 | 1982 | 1990 | 1999 | 2006 | 2007 | 2012 |
| ---- | ---- | ---- | ---- | ---- | ---- | ---- | ---- | ---- |
| 341  | 361  | 542  | 586  | 582  | 580  | 538  | 532  | 671  |

| 2017 | 2022 | - | - | - | - | - | - | - |
| ---- | ---- | - | - | - | - | - | - | - |
| 654  | 711  | - | - | - | - | - | - | - |

## Culture locale et patrimoine

### Lieux et monuments
- Église Saint-Sulpice de Fayet.
- Porche de la chapelle Saint-Clément, seul vestige de cette chapelle, détruite pendant la Première Guerre mondiale. Le porche a été restauré en 2006.
- Mémorial 1914-1918 de la ville d'Oxford.
- Ruines d'une fortification du XIIe siècle[38].

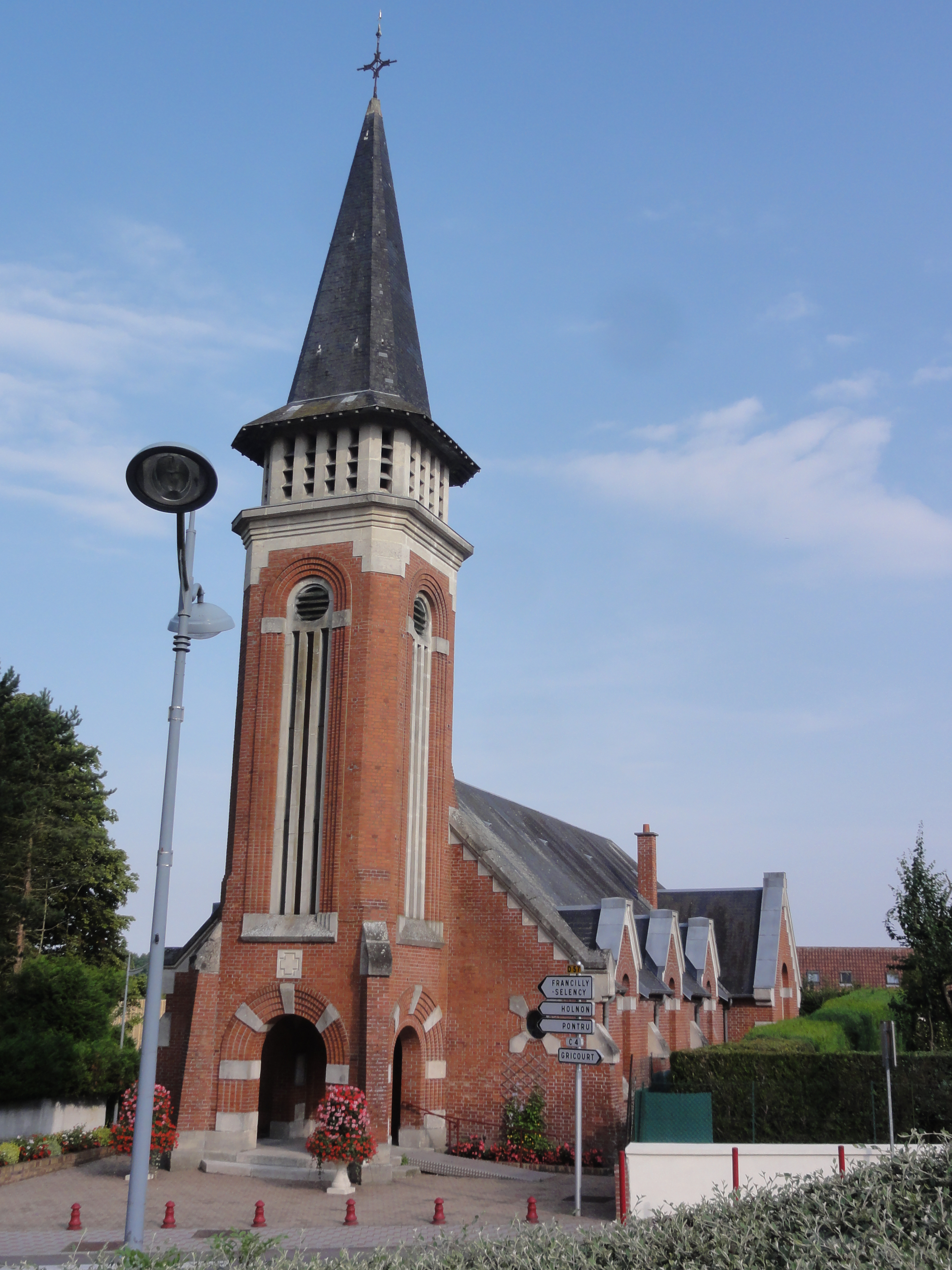
Église Saint-Sulpice.
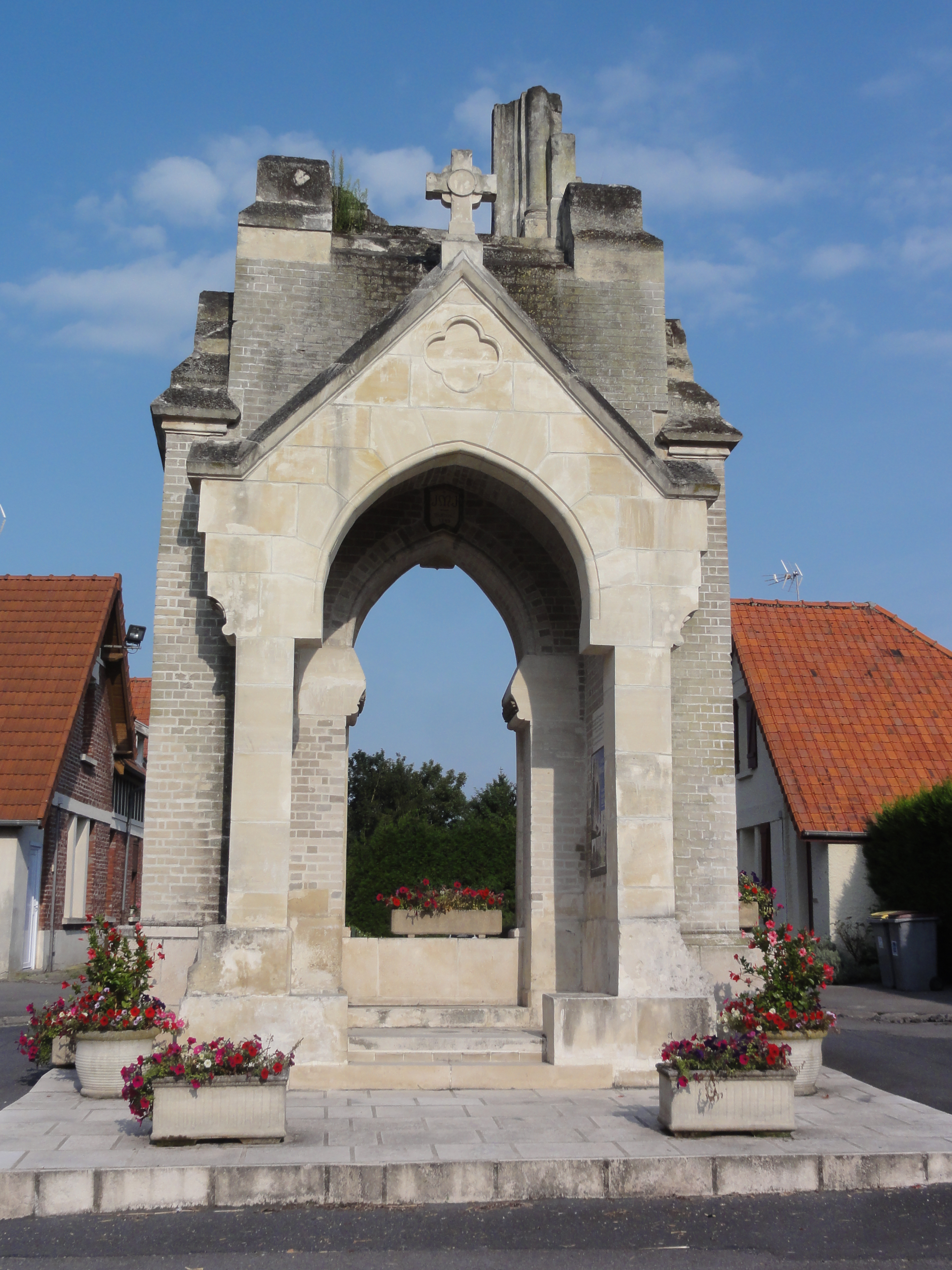
Porche de la chapelle Saint-Clément.
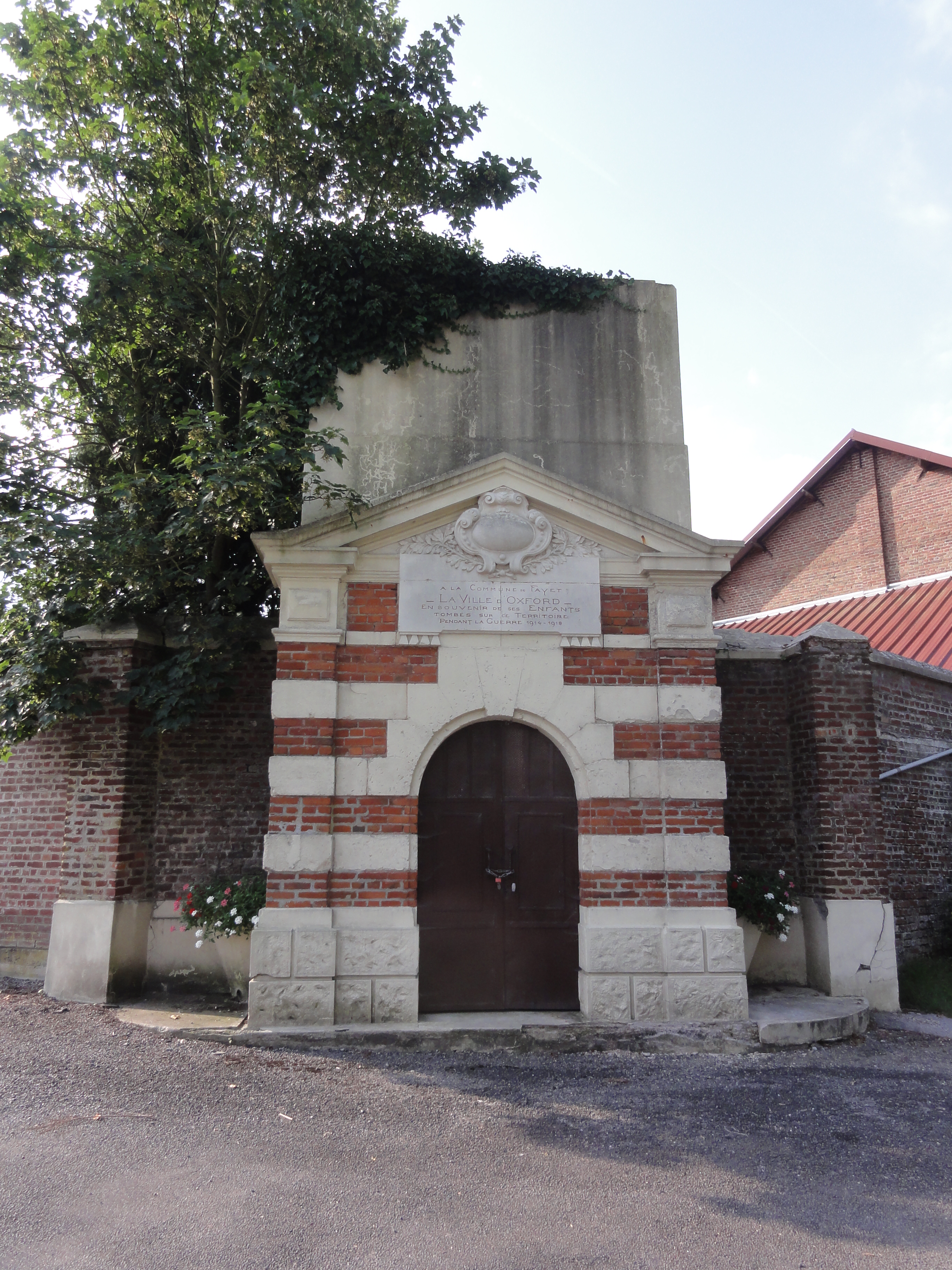
Mémorial 1914-1918 de la ville d'Oxford.
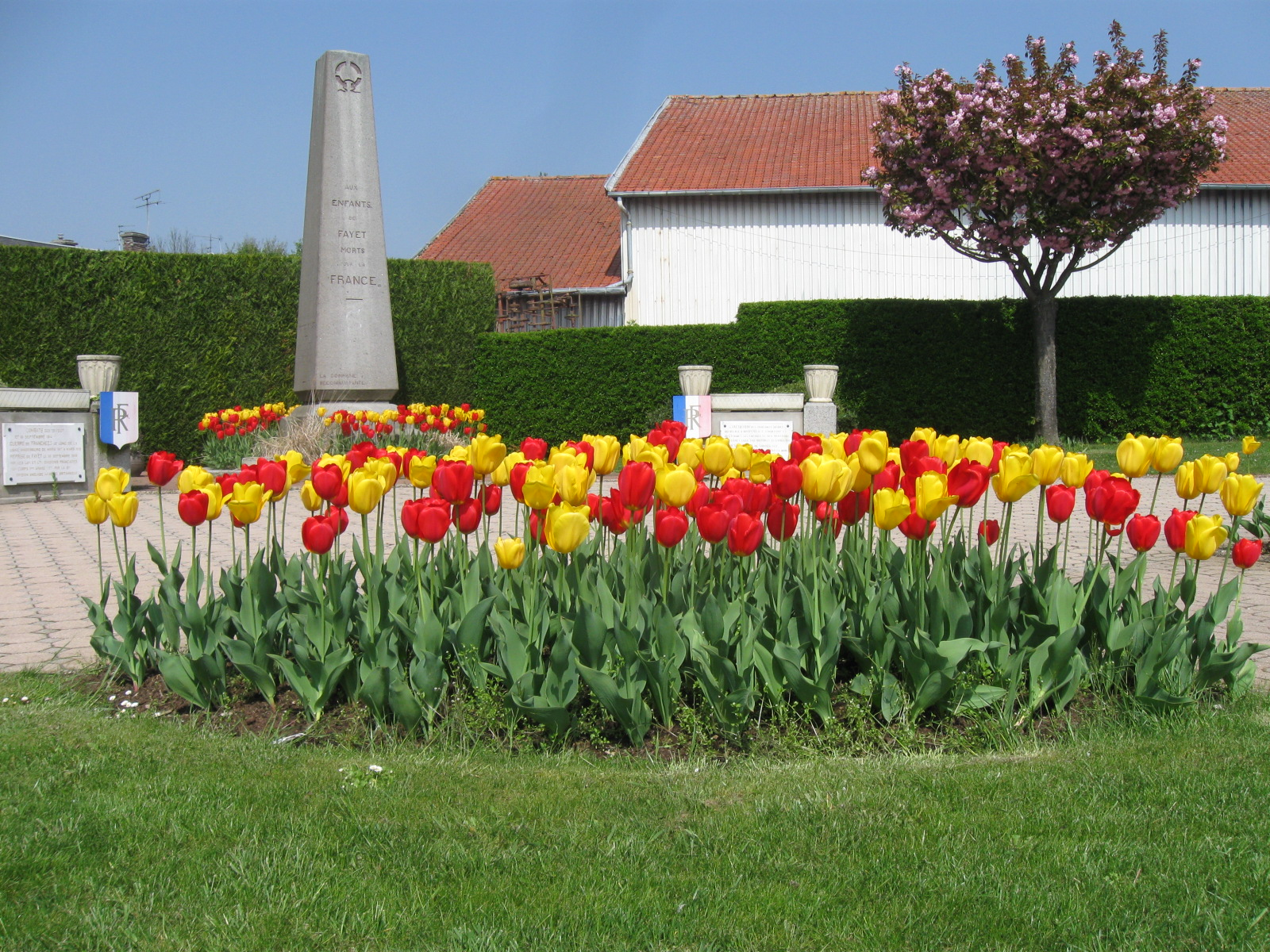
Le monument aux morts.
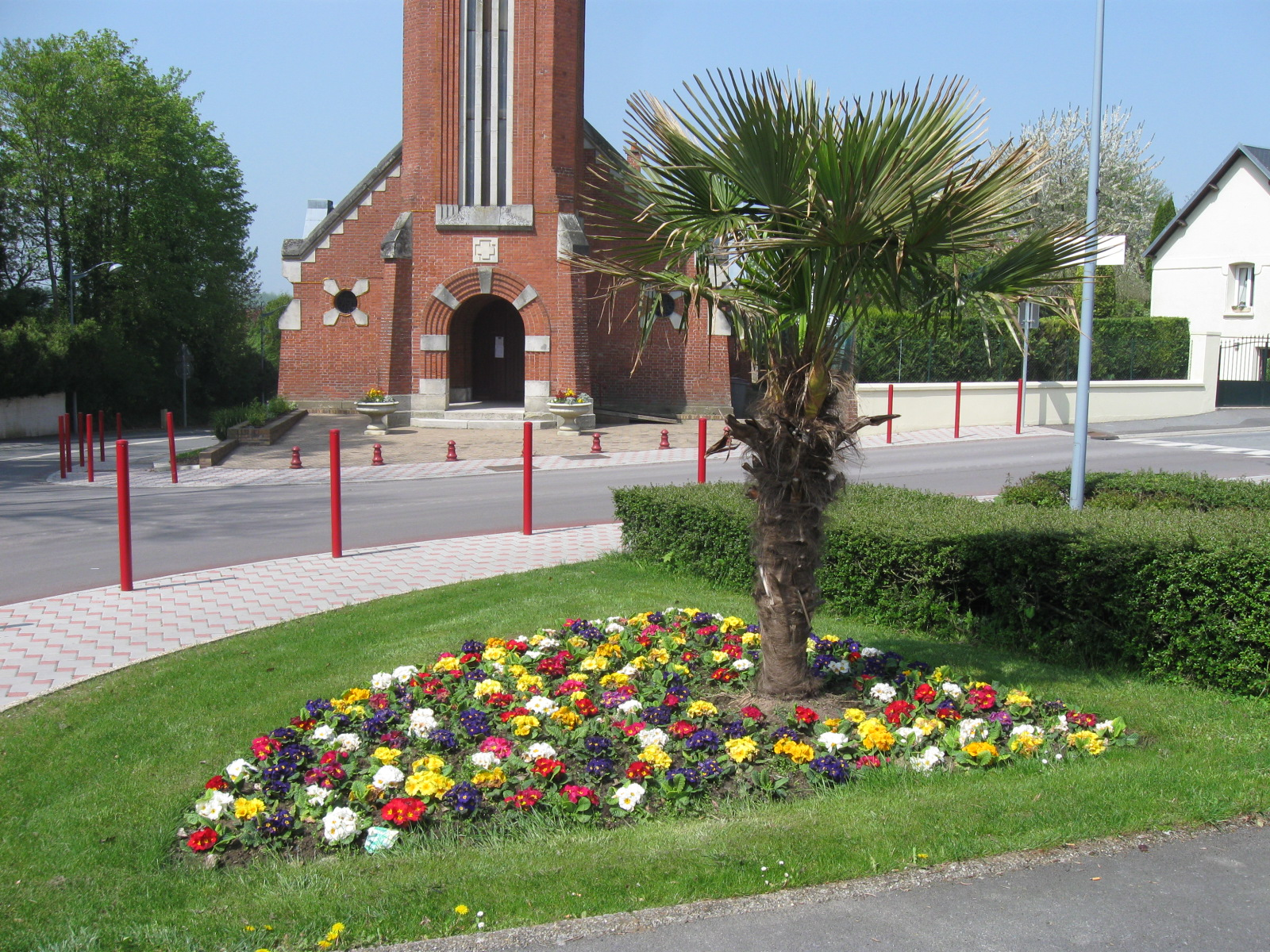
La place de l'Église.

### Personnalités liées à la commune
L'attaquant camerounais Pius N'Diefi a joué pour le club local[réf. nécessaire].

### Héraldique
| Blason de Fayet | Blason  | (D'azur) au chêne (d'or) accosté de deux fleurs de lys (du même). |
| Blason de Fayet | Détails | Une couleur n'est pas précisée dans le blasonnement ci-dessus. Veuillez faire apparaître la couleur inconnue en blanc (table d'attente) et l'argent en gris. L'Armorial de France propose un champ d'argent, un chêne de sinople et des lys d'azur, mais le blason retrouvé portait des traces de dorure sur l'arbre et les lys. Les couleurs sont donc incertaines. La famille de Laillier (ou Lallier) seigneur de Fayet par acquisition au milieu du XVIe siècle, et ce jusqu'à la Révolution, portait d'azur à un hallier (ou chêne, ou hêtre) d'or, au chef cousu de gueules chargé de trois besants d'or,. Blason historique retrouvé sur les derniers restes du village antérieurs à la Grande Guerre et adopté par la municipalité. |

## Pour approfondir